# Gardy Fury
Pour les articles homonymes, voir Fury.
Gardy Fury, né le 17 mars 1978 à Montréal, est un auteur-compositeur-interprète québécois.

## Biographie
Gardy Fury a été l’initiateur, en 1995, du groupe vocal D.A.S. qui allait devenir, deux ans plus tard, le trio O.N.E. avec Corneille et Gage. Lorsque Corneille décide de travailler à son projet solo en 2001, Gardy continue sa carrière de chanteur, danseur et interprète. En 2005, il interprète Clopin dans la comédie musicale Notre-Dame de Paris au Palais des congrès de Paris. Il s’installe donc temporairement dans la ville lumière en 2005. Son rôle de Clopin Trouillefou le fait voyager également jusqu’en Asie.
Il participe à d'autres comédies musicales telles que Rent et l’adaptation montréalaise du Big Bazar de Michel Fugain en 2010-2011.
En novembre 2009, lors de la soirée spectacle de la réunion nationale des Commission scolaire au Québec, Gardy Fury, Stéphanie Bédard, Julie Massicotte et Stéphane Yelle du groupe Yelo Molo interprètent de nouveau la comédie musicale Get Up!, comédie à l'affiche l'année précédente au Casino de Montréal pendant quelques semaines.
À l’été 2013, la performance de Gardy Fury qui incarne le rôle de Seaweed dans Hairspray, crée le premier Show-stopper[précision nécessaire][source insuffisante] québécois. Gardy Fury participe pour la première fois aux Francofolies de Montréal cet été là avec son spectacle La Nuit, Le Jour….
En 2014, Gardy est invité à participer à En direct de l'univers Spécial du Jour de l'an 2014 diffusé à ICI Radio-Canada Télé. Il y retournera en avril de la même année pour l’émission En direct de l'univers d’André Sauvé. En février, Gardy Fury est co-porte-parole avec Kim Richardson du Mois de l'histoire des Noirs.
À l’été 2014, Gardy Fury est de retour sur les planches du Théâtre Saint-Denis dans une nouvelle production de Juste pour rire. Denise Filiatrault lui confie le rôle de « Sweaty Eddie » dans la comédie musicale Sister Act. Gardy s’illustre  aux côtés de Normand Brathwaite, Marc Hervieux et France Castel. Bien que les critiques soient mitigées concernant la production, Gardy « vole la vedette avec sa voix toujours juste, son pas de danse hyper précis et sa forte présence. Un véritable acteur de comédie musicale, qui possède toutes les qualités exigées par ce registre scénique »[À attribuer].
Gardy Fury lance son premier album au printemps 2012. Le titre de ce premier opus est La Nuit, Le Jour… sur lequel la parolière Sandrine Roy coécrit avec lui trois textes. Depuis l'automne 2011, son premier extrait « Seul l’amour » a intégré le top 100 du palmarès radio du Québec[réf. nécessaire]. Gardy Fury a chanté « Seul l’amour » au 21e Show du Refuge (Refuge des jeunes de Montréal), présenté à la Salle Wilfrid-Pelletier de la Place des Arts de Montréal et diffusé sur les ondes de la Société Radio-Canada par la suite. Son deuxième extrait « Au-delà », en duo avec Stéphanie Bédard, est dans le top 10 du palmarès radio à Rythme FM à l’été 2013.
Durant la saison de hockey 2013-2014, « Bouge », la première pièce de l’album, est diffusée Centre Bell lors des matchs des Canadiens de Montréal. En prévision du Gala de l’ADISQ, Louis-José Houde mentionne Gardy Fury dans une capsule humoristique.
Gardy joue également dans la série de Réjean Tremblay Les Jeunes Loups produite par Attraction Images. Pour incarner le rôle d’un chef de gang criminel, il est dirigé par Érik Canuel et Jean-Claude Lord à la réalisation. Gardy est également présent dans Lac Mystère.

## Carrière

### Discographie
| - 2015 : ALLEZ! Le premier extrait de son 2e album, disponible à compter du 10 juillet - 2012 : La nuit, le jour (paru le 15 mai 2012) | - 2014 : Hervieux (paru le 3 novembre 2014) |

### Comédies musicales / tournées
- 2015 Grease: Teen Angel | Andrew Shaver, Denise Filiatrault, Juste pour rire
- 2015 Notre-Dame de Paris : Clopin Trouillefou, Tournée: Corée du Sud et Taiwan
- 2014 Sister Act : Eddie Sauter Denise Filiatrault, Juste pour rire
- 2013 Hairspray : Seaweed J.Stubbs, Juste pour rire
- 2010-2011 Big Bazar : Chanteur/Danseur L'Équipe Spectra, Tournée au Québec
- 2008-2010 Get Up : Chanteur/Animateur Prod. 2P3
- 2005-2006 Notre-Dame de Paris: Clopin Trouillefou et Soliste en alternance | Talar, Tournée, Paris, Séoul, Taiwan, Singapour
- 2005 Génération Motown : Soliste | Productions LCQ, Capitole de Québec
- 2004 Rent : Angel | Productions Sandler Poulin

### Spectacle
- 2015 Orchestre symphonique de Montréal - SOUL - Maison symphonique de Montréal

## Filmographie

### En tant qu'acteur
- 2001-2005 La Fureur : Danseur
- 2003 : Jack Paradise (Les nuits de Montréal) : BABE
- 2004 Les Pieds dans la marge : Ulysse
- 2012 : Lac Mystère : Caissier de dépanneur
- 2013 : Les jeunes loups : Manuel
- 2013 : Trauma : Candide Jean-Baptiste
- 2014 : Les Hipaloulas : Dario
- 2015 : Ego Trip : Sammy de Benoit Pelletier
- 2015 : Les Dieux de la Danse : participant (partenaire d'Anne Casabonne)
- 2015 : Le Banquier : Spécial Comédie musicale
- 2015 : En direct de l'univers : Boucar Diouf et l'émission du jour de l'an
- 2016 - 2017 : District 31 : Viateur Toussaint (3 épisodes)

### Doublage
- 2021 : Basket spatial: Une nouvelle ère : Porky Pig (version québécoise)
- 2023 : La Petite Sirène : Sébastien (version québécoise)

## Engagements
En 2012, Gardy Fury participe au 21e Show du Refuge Refuge des jeunes de Montréal.
En décembre 2014, au Collège Esther-Blondin de Saint-Jacques, se tenait une soirée pour la levée de fonds du "Combat de Norah". Gardy Fury accompagné au piano de la chanteuse Valérie Lahaie, a interprété la chanson "Le Soldat d’Amour". Norah est la jeune fille du chanteur du groupe Yelo Molo qui était atteinte d’une forme de cancer appelé Lymphome de Burkitt.
En 2014, il est co-porte-parole avec Kim Richardson du Mois de l'histoire des Noirs. Il chante durant la réception privée suivant l’opéra Porgy and Bess de George Gershwin diffusé à la Place des Arts.
En 2015, il est porte-parole du Festival International du Film Black de Montréal.
Il participe[Quand ?] au spectacle bénéfice de la Fondation Marie-Vincent avec Grégory Charles à l’Olympia (Montréal) ainsi qu’au Téléthon Opération Enfant Soleil à Québec diffusé en direct à TVA.